# Mort Sahl

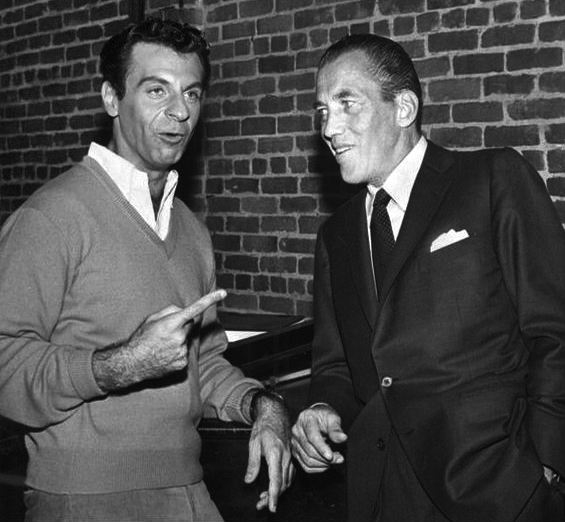
Mort Sahl (links) mit Ed Sullivan 1960

Morton Lyon „Mort“ Sahl (* 11. Mai 1927 in Montreal; † 26. Oktober 2021 in Mill Valley, Kalifornien) war ein kanadisch-US-amerikanischer Stand-up-Comedian und politischer Satiriker.

## Jugend
Sahl war das einzige Kind eines jüdischen Ehepaars. Sein Vater Harry war in New York City als Theaterautor gescheitert und mit seiner kanadischen Frau von der Lower East Side nach Montreal gezogen, wo er einen Tabakladen betrieb. Hier wurde Morton Sahl 1927 geboren. Als er sieben Jahre alt war, zogen seine Eltern mit ihm nach Kalifornien, wo der Vater in Verwaltungsposten unter anderem beim FBI arbeitete.
Morton Sahl besuchte die Belmont High School in Los Angeles. Er leistete seinen Wehrdienst bei der United States Air Force in Alaska, kehrte 1947 nach Kalifornien zurück und studierte an der University of Southern California. 1950 schloss er dort mit dem Bachelor of Science ab und begann anschließend ein Studium der Stadt- und Verkehrsplanung, das er 1953 abschloss. Daneben verbrachte er viel Zeit in Jazzclubs, wobei er besonders Stan Kenton verehrte. Er versuchte sich als Theaterautor und mietete dafür mit einem Freund ein Theater an, und er sprach als Stand-up-Comedian vor. Erfolg hatte er erst, als er 1953 in dem bekannten Nachtclub Hungry I in North Beach in San Francisco auftrat, in dem bis dahin vor allem Musiker gespielt hatten und den er als Auftrittsort für Stand-up-Comedians bekanntmachte.

## Karriere
Seine erste LP At Sunset kam 1959 ohne sein Einverständnis heraus (entstanden 1955 mit Dave Brubeck bei einer Live-Aufnahme im Sunset-Auditorium in Carmel). Sie gilt als erstes Album eines Stand-up-Comedian. Er war bis in die 1960er-Jahre sehr erfolgreich; 1960 erschien er sogar auf dem Cover der Zeitschrift Time und war mit Persönlichkeiten wie John F. Kennedy, Ronald Reagan und Hugh Hefner befreundet. Diese Freundschaften bedeuteten aber nicht, dass er Kennedy oder später Reagan nicht zum Gegenstand seiner Satire machte, die meist an aktuelle Tagesereignisse anknüpfte und politische Themen aufgriff. Eines seiner Markenzeichen war, dass er mit einer Zeitung auf der Bühne erschien, ein anderes, dass er keinen Anzug trug, sondern einen Pullover. Seine Auftritte waren mit frei assoziativen Monologen, die an Jazzimprovisationen erinnerten, ungewöhnlich für diese Zeit und bereiteten den Boden für weitere Stand-up-Comedians wie Lenny Bruce.
Seine Karriere ließ nach, als er nach der Ermordung von John F. Kennedy 1963 zunehmend von Verschwörungstheorien eingenommen war (zeitweise arbeitete er im Team von Jim Garrison), die er auch in seine Comedy-Auftritte einfließen ließ. Er brachte sich danach mit College-Tourneen durch und erlebte Ende der 1960er und Anfang der 1970er Jahre ein Comeback, ohne allerdings seine alte Popularität wiederzuerlangen. 1976 erschien seine Autobiographie Heartland. 1988 hatte er eine Ein-Mann-Broadway-Show. Sahl trat bis in die 2000er-Jahre auf.

## Privatleben
Sahl war von 1955 bis 1958 mit Susan J. Babior verheiratet. Nach der Scheidung dieser Ehe war er von 1967 bis 1991 mit dem chinesischstämmigen ehemaligen Playboy-Playmate China Lee verheiratet. Aus der Ehe ging ein Sohn hervor, der 1996 im Alter von 19 Jahren durch Drogenmissbrauch ums Leben kam. Auch diese Ehe wurde geschieden. 1997 heiratete er Kenslea Ann Motter. Diese dritte Ehe endete 2009 ebenfalls mit der Scheidung. Mort Sahl starb im Oktober 2021 im Alter von 94 Jahren.